# Sabaneta Quintana
Sabaneta Quintana  är en ort i kommunen San José del Rincón i delstaten Mexiko i Mexiko. Samhället hade 442 invånare vid folkräkningen 2020.